# Somebody to Love (Jefferson Airplane)
"Somebody to Love" is een nummer van de Amerikaanse band Jefferson Airplane. Het nummer verscheen op hun album Surrealistic Pillow uit 1967. Op 1 april van dat jaar werd het nummer uitgebracht als de tweede single van het album.

## Achtergrond
"Somebody to Love" is geschreven door Darby Slick en geproduceerd door Rick Jarrard. Slick schreef het nummer voor zijn band The Great Society onder de titel "Someone to Love" nadat zijn vriendin hem had verlaten. Het nummer werd ook voor het eerst opgenomen door deze band, met Slicks toenmalige schoonzus Grace Slick als zangeres. Het nummer werd in 1966 uitgebracht als single, maar kreeg weinig aandacht buiten de clubs in de San Francisco Bay Area.
Toen Grace Slick The Great Society verliet om bij Jefferson Airplane te gaan zingen, nam zij zowel "Somebody to Love" en haar eigen compositie "White Rabbit" mee. De tekst van "Somebody to Love" werd enigszins aangepast; de oorspronkelijke versie was wat ingetogen, waar de nieuwe versie meer beschuldigend en bedreigend was. Ook had deze versie een meer rock-'n-rollarrangement. Het nummer speelde een grote rol in de populariteit van de wijk Haight-Ashbury tijdens de Summer of Love.
"Somebody to Love" werd de eerste hitsingle van de band en bereikte in thuisland de Verenigde Staten de 5e positie  in de Billboard Hot 100 en werd het een nummer 1-hit in Canada. 
In Nederland werd het in 1970 op single uitgebracht als een dubbele A-kant met "White Rabbit" en kwam het tot de 3e positie in de Nederlandse Top 40 op Radio Veronica en de 2e positie in de Hilversum 3 Top 30.
In België werd géén notering behaald in beide Vlaamse hitlijsten.
Het tijdschrift Rolling Stone zette de plaat op plaats 274 in hun lijst The 500 Greatest Songs of All Time.
In 2004 bracht het Duitse elektronische duo Boogie Pimps een House cover van "Somebody to Love" uit als hun debuutsingle. Dit nummer werd een grote hit; het kwam tot de 3e positie in het Verenigd Koninkrijk en de 7e positie in Ierland. Ook in Australië, Denemarken, Duitsland en Finland werd het een top 20-hit. 
In Nederland kwam het nummer tot de 11e positie in de Top 40 op Radio 538 en de 19e positie  in de Mega Top 50 op 3FM.

## Hitnoteringen

### Jefferson Airplane

#### Nederlandse Top 40
| Hitnotering: 25-07-1970 t/m 10-10-1970 | Hitnotering: 25-07-1970 t/m 10-10-1970 | Hitnotering: 25-07-1970 t/m 10-10-1970 | Hitnotering: 25-07-1970 t/m 10-10-1970 | Hitnotering: 25-07-1970 t/m 10-10-1970 | Hitnotering: 25-07-1970 t/m 10-10-1970 | Hitnotering: 25-07-1970 t/m 10-10-1970 | Hitnotering: 25-07-1970 t/m 10-10-1970 | Hitnotering: 25-07-1970 t/m 10-10-1970 | Hitnotering: 25-07-1970 t/m 10-10-1970 | Hitnotering: 25-07-1970 t/m 10-10-1970 | Hitnotering: 25-07-1970 t/m 10-10-1970 | Hitnotering: 25-07-1970 t/m 10-10-1970 | Hitnotering: 25-07-1970 t/m 10-10-1970 |
| Week                                   | 1                                      | 2                                      | 3                                      | 4                                      | 5                                      | 6                                      | 7                                      | 8                                      | 9                                      | 10                                     | 11                                     | 12                                     |                                        |
| -------------------------------------- | -------------------------------------- | -------------------------------------- | -------------------------------------- | -------------------------------------- | -------------------------------------- | -------------------------------------- | -------------------------------------- | -------------------------------------- | -------------------------------------- | -------------------------------------- | -------------------------------------- | -------------------------------------- | -------------------------------------- |
| Positie                                | 22                                     | 10                                     | 6                                      | 3                                      | 3                                      | 4                                      | 5                                      | 4                                      | 6                                      | 11                                     | 16                                     | 32                                     | uit                                    |

#### Hilversum 3 Top 30
| Hitnotering: 25-07-1970 t/m 10-10-1970 | Hitnotering: 25-07-1970 t/m 10-10-1970 | Hitnotering: 25-07-1970 t/m 10-10-1970 | Hitnotering: 25-07-1970 t/m 10-10-1970 | Hitnotering: 25-07-1970 t/m 10-10-1970 | Hitnotering: 25-07-1970 t/m 10-10-1970 | Hitnotering: 25-07-1970 t/m 10-10-1970 | Hitnotering: 25-07-1970 t/m 10-10-1970 | Hitnotering: 25-07-1970 t/m 10-10-1970 | Hitnotering: 25-07-1970 t/m 10-10-1970 | Hitnotering: 25-07-1970 t/m 10-10-1970 | Hitnotering: 25-07-1970 t/m 10-10-1970 | Hitnotering: 25-07-1970 t/m 10-10-1970 | Hitnotering: 25-07-1970 t/m 10-10-1970 |
| Week                                   | 1                                      | 2                                      | 3                                      | 4                                      | 5                                      | 6                                      | 7                                      | 8                                      | 9                                      | 10                                     | 11                                     | 12                                     |                                        |
| -------------------------------------- | -------------------------------------- | -------------------------------------- | -------------------------------------- | -------------------------------------- | -------------------------------------- | -------------------------------------- | -------------------------------------- | -------------------------------------- | -------------------------------------- | -------------------------------------- | -------------------------------------- | -------------------------------------- | -------------------------------------- |
| Positie                                | 25                                     | 12                                     | 7                                      | 3                                      | 2                                      | 3                                      | 5                                      | 4                                      | 4                                      | 11                                     | 16                                     | 25                                     | uit                                    |

#### NPO Radio 2 Top 2000
| Nummer met noteringen in de NPO Radio 2 Top 2000 | '99 | '00 | '01 | '02 | '03 | '04 | '05  | '06  | '07  | '08  | '09  | '10  | '11  | '12  | '13  | '14  | '15  | '16  | '17  | '18  | '19  | '20  | '21  | '22  | '23  | '24  |
| ------------------------------------------------ | --- | --- | --- | --- | --- | --- | ---- | ---- | ---- | ---- | ---- | ---- | ---- | ---- | ---- | ---- | ---- | ---- | ---- | ---- | ---- | ---- | ---- | ---- | ---- | ---- |
| Somebody to Love                                 | 701 | 619 | 945 | 902 | 815 | 836 | 1146 | 1013 | 1342 | 1015 | 1249 | 1399 | 1244 | 1138 | 1174 | 1293 | 1483 | 1512 | 1712 | 1420 | 1663 | 1727 | 1680 | 1909 | 1819 | 1940 |

1. ↑  Een vetgedrukt getal geeft de hoogste notering aan.

### Boogie Pimps

#### Nederlandse Top 40
| Hitnotering: 13-03-2004 t/m 15-05-2004 | Hitnotering: 13-03-2004 t/m 15-05-2004 | Hitnotering: 13-03-2004 t/m 15-05-2004 | Hitnotering: 13-03-2004 t/m 15-05-2004 | Hitnotering: 13-03-2004 t/m 15-05-2004 | Hitnotering: 13-03-2004 t/m 15-05-2004 | Hitnotering: 13-03-2004 t/m 15-05-2004 | Hitnotering: 13-03-2004 t/m 15-05-2004 | Hitnotering: 13-03-2004 t/m 15-05-2004 | Hitnotering: 13-03-2004 t/m 15-05-2004 | Hitnotering: 13-03-2004 t/m 15-05-2004 | Hitnotering: 13-03-2004 t/m 15-05-2004 |
| Week                                   | 1                                      | 2                                      | 3                                      | 4                                      | 5                                      | 6                                      | 7                                      | 8                                      | 9                                      | 10                                     |                                        |
| -------------------------------------- | -------------------------------------- | -------------------------------------- | -------------------------------------- | -------------------------------------- | -------------------------------------- | -------------------------------------- | -------------------------------------- | -------------------------------------- | -------------------------------------- | -------------------------------------- | -------------------------------------- |
| Positie                                | 23                                     | 11                                     | 11                                     | 11                                     | 22                                     | 26                                     | 28                                     | 26                                     | 30                                     | 34                                     | uit                                    |

#### Mega Top 50
| Hitnotering: 06-03-2004 t/m 29-05-2004 | Hitnotering: 06-03-2004 t/m 29-05-2004 | Hitnotering: 06-03-2004 t/m 29-05-2004 | Hitnotering: 06-03-2004 t/m 29-05-2004 | Hitnotering: 06-03-2004 t/m 29-05-2004 | Hitnotering: 06-03-2004 t/m 29-05-2004 | Hitnotering: 06-03-2004 t/m 29-05-2004 | Hitnotering: 06-03-2004 t/m 29-05-2004 | Hitnotering: 06-03-2004 t/m 29-05-2004 | Hitnotering: 06-03-2004 t/m 29-05-2004 | Hitnotering: 06-03-2004 t/m 29-05-2004 | Hitnotering: 06-03-2004 t/m 29-05-2004 | Hitnotering: 06-03-2004 t/m 29-05-2004 | Hitnotering: 06-03-2004 t/m 29-05-2004 | Hitnotering: 06-03-2004 t/m 29-05-2004 |
| Week                                   | 1                                      | 2                                      | 3                                      | 4                                      | 5                                      | 6                                      | 7                                      | 8                                      | 9                                      | 10                                     | 11                                     | 12                                     | 13                                     |                                        |
| -------------------------------------- | -------------------------------------- | -------------------------------------- | -------------------------------------- | -------------------------------------- | -------------------------------------- | -------------------------------------- | -------------------------------------- | -------------------------------------- | -------------------------------------- | -------------------------------------- | -------------------------------------- | -------------------------------------- | -------------------------------------- | -------------------------------------- |
| Positie                                | 85                                     | 31                                     | 19                                     | 22                                     | 23                                     | 29                                     | 40                                     | 44                                     | 41                                     | 56                                     | 64                                     | 74                                     | 77                                     | uit                                    |